# Rhynchothalestris campbelliensis
Rhynchothalestris campbelliensis is een eenoogkreeftjessoort uit de familie van de Rhynchothalestridae. De wetenschappelijke naam van de soort is voor het eerst geldig gepubliceerd in 1934 door Lang.